# Cantonul Vierzon-2
Cantonul Vierzon-2 este un canton din arondismentul Vierzon, departamentul Cher, regiunea Centru, Franța.

## Comune
| Comune                 | Populație (1999) | Cod poștal | Cod INSEE |
| ---------------------- | ---------------- | ---------- | --------- |
| Massay                 | 1 406            | 18120      | 18140     |
| Méry-sur-Cher          | 674              | 18100      | 18150     |
| Nançay                 | 842              | 18330      | 18159     |
| Neuvy-sur-Barangeon    | 1 232            | 18330      | 18165     |
| Saint-Hilaire-de-Court | 731              | 18100      | 18214     |
| Saint-Laurent          | 388              | 18330      | 18219     |
| Thénioux               | 591              | 18100      | 18263     |
| Vierzon                | 11 711 (1)       | 18100      | 18279     |
| Vignoux-sur-Barangeon  | 2 020            | 18500      | 18281     |
| Vouzeron               | 551              | 18330      | 18290     |